# Catocala irana
Catocala irana là một loài bướm đêm trong họ Erebidae.